# Смак
Смак је југословенска и српска рок група коју је 1971. године основао гитариста Радомир Михајловић Точак са бубњаром Слободаном Стојановићем Кепом и басистом Зораном Милановићем у Крагујевцу.

## Историја

### Смак са почетка
Група Смак је име добила по драмском колажу који се у време када је група настала спремао у Крагујевцу али представа није доживела своје премијерно извођење.
Слободан Коминац Кома био је певач у првој постави Смака и један од њених оснивача. Пре Смака је свирао гитару и певао у крагујевачким групама Џентри и Сенке. Са извесним музичким образовањем, Коминац је имао искуства у компоновању. У прво време, он је био шеф групе Смак одређујући репертоар за игранке. Групу напушта у два наврата, да би дефинитивно отишао из Смака у лето 1973. године.
Трећи оригинални члан групе јесте Миша Николић. Он је био оргуљаш у првој постави Смака. У Крагујевац је долазио сваког викенда из Београда у коме је студирао Музичку академију. Групу је напустио у лето 1972. године. Кратко време је у групи певао Чачанин Слободан Јовановић Јохан али због епидемије великих богиња није било наступа.

### Тешки Смаков авион
Прву стабилну поставу из 1974. су чинили: Радомир Михаиловић Точак (гитара), Слободан Стојановић Кепа (бубњеви), Зоран Милановић (бас-гитара), Борис Аранђеловић (вокал).
Априла 1973. године Смак са домаћином Гитаријаде у Пожаревцу - групом Дијаманти дели прво место, да би у лето исте године победили на фестивалу ПОП музике у банатском селу Санад. У октобру, након читавог низа промењених певача, у групу долази Борис Аранђеловић. Он пролази на аудицији и то тако што је својим високим тенором добро отпевао песму Child in Time енглеске групе Дип перпл.
Након гитаријаде у Пожаревцу Смак бележи свој први наступ у Београду. Било је то у Хали спортова на Новом Београду, на концерту "Поп Парада" који је организовао тадашњи Рок продуцент Џералд Казаферовић који за кратко био и менаџер групе Смак. Учествовале су многе предгрупе ("Смели", "Безимени", "Дах", "Смеђокоси", "Смак") а као главна имена су били гости из Мађарске, "Syrius", "Orange Taurus". Затим "група 202" те група "Time", sa којом је Смак неколико месеци касније имао заједнички концерт у истој дворани.
Марта 1974. Смак објављује први сингл. 10. новембра 1974. имају запажен наступ у Београду и то на рођендану емисије Вече уз радио. У Дому Синдиката наступају заједно са београдском Поп машином и другим групама. Неколико дана касније, на самосталном концерту у сали Хероја на Филолошком факултету имају више него успешан наступ. Тада први пут са њима наступа млади оргуљаш из Краљева Лаза Ристовски, који постаје редован члан Смака јануара 1975.
Крајем јануара 1975. Смак наступа са мађарском групом Омега у београдском Дому синдиката, да би у фебруару исте године наступили на рок вечери у Опатији, и након тога у Загребу на смотри најбољих ју-гитариста „Конгрес рок мајстора“, где Точак на чуђење многих није изабран међу четворицу најбољих, и то само зато што није био ексклузивац загребачког „Југотона“.
Априла 1975. догађа се нешто до тада несвакидашње на југословенском дискографском тржишту. Излазе два иста сингла у различитим издавачким кућама. И загребачки Сузи, а и РТВ Љубљана су имале уговоре са Смаком, те су пожуриле да објаве сингл са тада апсолутним музичким хитом, инструменталном композицијом под називом Улазак у харем. 
У мају, Смак креће на турнеју са Бијелим дугметом и источнонемачком рок групом Пудис на свирке по Хрватској и Босни и Херцеговини. Крајем маја Смак наступа на фестивалу Бум у Загребу, а убрзо након тога чланови групе приступају снимању деби албума који је назван „Смак“. Свих пет песама са тог албума је доживело да се нађе на званичним и незваничним Смак компилацијама "The best of".
Били су предгрупа Дип перплу на њиховом концерту у Београду 1975. Након хит сингла и одличног концерта са Дип перплом, издали су први албум, који се нашао на листи „Топ 50" најпродаванијих југословенских албума свих времена.
Почетком 1976. су објавили мини-плочу „Сателит“ на којој се налазила истоимена хит песма, блуз песма „Шумадијски блуз“.
У овом периоду су снимили кратак филм „Смак у Њујорку“, на којем су снимљени кадрови са њујоршких улица те са бродског обиласка (Cyrcle Line) острва Менхетн, као део промоције плоче „Сателит“. Те године такође Точак објављује свој први соло албум „Р. М. Точак“. Следећи њихов сингл „Људи није фер/Ел Думо“ је објављен крајем 1976.

### Неочекивани узлет
Судбину прогонити, враћати се пореклу. Свој Удес испунити - значи бити на путу Вечноме. Нестати а пролазност избећи.
Мики Петковски из групе „Брег“ долази као клавијатуриста на место Лазе Ристовског и снима са Смаком њихову најпознатију плочу „Црна дама“, која се такође налази у „Топ 50" најпродаванијих југословенских албума свих времена. Наредне године Петковски одлази из групе због служења војног рока у ЈНА и снима са члановима из група „Смак“ и „Леб и сол“, Лазом Ристовским, Горданом Ивандићем и перкусионистом Дејвидом Мосом свој први соло албум „Ко зна“, који није доживео значајан успех. Суботичанин Тибор Леваи је био следећи клавијатуриста, са којим су снимили плочу „Странице нашег времена“ 1978. и енглеску верзију овог албума - "Smak Dub In The Middle". У то време, Точкови текстови постају проблем јер су пуни мотива из мистицизма којим је Точак тада био опчињен, остатак групе тиме није задовољан, па у веома и натегнутој лошој атмосфери у јесен 1978. године у студију Chipping Norton снимају албум Странице нашег времена. После изласка плоче групу напушта Тибор Леваи. Он убрзо излази из групе и сели се у Немачку. Да би из Смака крајем 1978. отишао и Точак. Као повод за разлаз у домаћој штампи се наводило наваљивање Р. М. Точка на његовим текстовима, као и да се на енглеској верзији албума нађу текстови Дејвида Моса са чим се остали чланови групе нису слагали. Смак на кратко сарађује са Дадом Топићем који наговара Точка да се врати у групу након месец дана паузе.
Почетком 1979. у групу се враћа Точак и са собом доводи Лазу Ристовског који је разочаран лошом продајом плоче коју је снимио са бубњарем Ипетом Ивандићем. У то време, Смак споразумно раскида уговор са немачком кућом "Bellaphon" и снимају са Дадом Топићем сингл „На Балкану“.
Почетком 1980. Смак припрема плочу Рок циркус на којој је требало да се оствари споразумно виђење свих чланова. У продукцији Дада Топића направили су хард рок опредељено музичко дело са очигледним комерцијалним претензијама. У то време здравље и смрт председника Тита су били разлог што група Смак није могла јавно да наступа и они јуна 1981. одлучују да престану са радом. На Калемегдану у Рокотеци држе опроштајни концерт пред око 8.000 верних обожавалаца, и на истоме изводе део програма са тек снимљеног албума "Зашто не волим снег". Ова плоча, у почетку замишљена као Точков самостални рад, на крају је на наваљивање ПГП РТБ-а објављена под именом Смак. Зато на њој не пева Борис Аранђеловић, него се уместо њега појављују Дадо Топић и београдски певач Зоран Живановић-Хозе. Албум је Точак посветио свом преминулом брату.

### Ипак је непоновљив 1981. - …
Оригинална постава се опет окупила 1981. и са Дадом Топићем и Живановићем-Хозеом као певачима су снимили албум "Зашто не волим снег", где је насловна нумера била посвећена Точковом преминулом брату. Албум је требало да буде објављен као други Точков соло пројект, али су издавачи (ПГП РТБ) сматрали да ће се боље продавати ако буде издат под именом групе Смак. Након тога су се (опет) разишли. 
1982. Борис Аранђеловић снима свој први соло албум „Из профила“ са члановима Смака, бившим гитаристом Ју Групе Батом Костићем, бившим бубњаром Корни групе Владимиром Фурдујем и са тада џез саксофонистом Јовом Маљоковићем.
Точак је у периоду `80 свирао највише са својим џез - рок Р. М. Т. Триом у коме су били басиста Лола Андријић и бубњар Дејвид Мос. Притом је снимио два сингла „Марш... На Дрину“ и „Специјалка/Мантија“.
1986. снимили су плочу "Смак 86", али након краће турнеје у време када је клавијатуре свирао Милан Ђурђевић поново су се разишли.
Четврти повратак Смака се одиграо 1992. године. Тада су углавном свирали концерте по Србији и издали концертни албум "ОдLIVEно" (на албуму гостује Пера Џо, један од најбољих српских усно хармоникаша). 1992. и 1993. Точак је са својом групом ТЕК промовисао свој други соло албум и музику за филм Византијско плаво из 1993, за који је освојио награду „Кристална призма“ за најбољу музику из филма.
Коначно, 1994. Смак се поново појавио, али овај пут са Точком и Кепом су свирали млади музичари: Дејан Стојановић Кепа Јуниор (други бубњар), Дејан Најдановић Најда (вокал), Влада Самарџић (бас) и Милан Милосављевић Микица (гитара). Смак је са овом поставом објавио албум "Биоскоп Фокс". Три године касније Влада Самарџић је напустио Смак и отишао на музички колеџ Беркли у САД, заменио га је Слободан Марковић Сале. Последње албуме, за сад "Live without audience" 1998, "Егрегор" 1999, "Live 3. mart 2000. Kragujevac Klub "La Cinema"" 2000. су снимили са њим. Смак 2010. у сали Шумадија снима 4 нумере, "Делфин", "Циганско срце", "Испирање" и "Рапсодија о лепом". То је била промоција искључиво на Јутјуб каналу smakinfo.
У време медијске помпе око „смака света 2012" РМ Точак и пријатељи решили су да одсвирају повратнички концерт у Комбанк арени у Београду у оригиналној постави појачаној новим певачем Дејаном Најдановићем Најдом, басистом Милошем Петровићем и клавијатуристом Дејаном Здравевским. Концерт је одржан пред око 20.000 гледалаца и проглашен културним догађајем године у Србији, а група „Смак“ показала се у најбољем светлу као изузетно увежбан тим и изводила своје највеће хитове из 40 година дуге каријере, по први пут са чак 25 песама. Запамћено је да је Точак на почетку концерта рекао „Фрка је, фрка је..", а да је крај концерта Смак испраћен овацијама препуне Арене.
Уследио је концерт на крагујевачком фестивалу Арсенал 2013. Затим велики спектакл на ушћу 20. јуна 2015. Био је то уједно и последњи наступ Бориса Аранђеловића, умро је 27. августа 2015. у Ротердаму. Смак је на достојан начин испратио свог певача.

## Утицај
Смак је био, пре свега, поштован због Точкове гитарске виртуозности, у почетку највише по узору на Џимија Хендрикса и због занимљиве и снажне, фузије хард рока, џеза, прогресивног рока, џез рока са снажном блуз основом, са Аранђеловићевим вокалним фалсетом који је радо коришћен у дуелима гитаре и гласа. Инструментал „Улазак у харем“ је прославио Радомира Михаиловића Точка као гитарског хероја и легенду музичке сцене бивше Југославије током седамдесетих година двадесетог века. Албуми „Црна дама“ из 1977. и „Странице нашег времена“ из 1978. били су врло цењени од стране обожавалаца прогресивног рока, и чак су били издавани за енглеско тржиште. Њихово окупљање од друге половине осамдесетих променило је правац групе ка фузији. Након повратка 1994, пре свега Точкова и Кепина идеја је била да се Смак врати року. Као поређење се могу искористити сличности у стилу са извођачима као што су Џетро тал, Лед зепелин, Дип парпл, Гренд фанк реилроуд, и Јес.
Септембра 2023. је испред Дома Омладине у Крагујевцу откривен споменик групи, рад вајарке Катарине Трипковић.

## Чланови
Од 1971. године када је састав имао свој први наступ па до 1992. године чланови су били:
- Радомир Михајловић Точак (гитариста)
- Борис Аранђеловић (вокални солиста)
- Слободан Стојановић Кепа (бубњар)
- Зоран Милановић (басиста)
- Лаза Ристовски (клавијатуриста)
- Миодраг Мики Петковски (клавијатуриста)
- Лола Андријић (чести гост, басиста)
- Дејвид Мос (чести гост, бубњар)

Од 1994. године у Смаку се мења постава због делимичног или потпуног повлачења појединих чланова. Нови чланови су:
- Дејан Стојановић Кепа (бубњар)
- Милан Милосављевић Микица (гитариста)
- Дејан Најдановић Најда (вокални солиста)
- Влада Самарџић (басиста)
- Слободан Марковић Сале (басиста)
- Милош Петровић (басиста)

На многим неиздатим песмама гостује Точков и Кепин пријатељ Лола Андрејић који је 1974. свирао неколико концерта са Смаком уместо Зорана Милановића. Дејвид Мос, бубњар гостовао је на снимању албума Странице нашег времена. Точак, Лола и Дејвид су '80 година свирали под називом Р. М. Точак бенд или Р. М. Точак Трио (познате песме: Because, Public Session (са концерта у Скопљу), Zagreb Intro (са концерта у Загребу), обраде Хендриксових песама и интерпретације џез стандарда). Пера Џо, усни хармоникаш је гостовао на концертима током '92, '93 и 2012. године.

## Дискографија

### Албуми
- Смак (РТВ Љубљана, 1975)
- Црна дама (ПГП РТБ, 1977)
- Странице нашег времена (ПГП РТБ, 1978)
- Black Lady (Bellaphon, 1978)
- Dab in the Middle (Bellaphon, 1978)
- Рок циркус (ПГП РТБ, 1980)
- Зашто не волим снег (ПГП РТБ, 1981)
- Смак 86. (ПГП РТБ, 1986)
- Биоскоп Фокс (Ванс / Комуна / ПГП РТС, 1995)
- Егрегор (ПГП РТС, 1999)

### Синглови
- Живим ја / Биска 16 (ПГП РТБ, 1974)
- Улазак у харем / Сто птица (Suzy, 1975)
- Улазак у харем / Епитаф (RTV LJ, 1975)
- Људи није фер / Ел думо (RTV LJ, 1976)
- Сателит / Шумадијски блуз / Човече ти си млад / Сликар са Пикадилија (RTV LJ, 1976. дупли сингл)
- Црна дама / Плава песма (ПГП РТБ, 1977)
- АЛО / Даире (ПГП РТБ, 1977)
- Невидљиве теразије / Хитопадеза (макси сингл, ПГП РТБ, 1978)
- На Балкану / Горе Доле (ПГП РТБ, 1979)
- Рок циркус / Хирошима (ПГП РТБ, 1980)

### Компилације, уживо албуми
- Плава песма - Best of (RTV LJ, 1977, компилација)
- Смак ретроспектива (ПГП РТБ, 1992, компилација)
- ОдЛИВЕно (Сорабиа диск, 1992. касета, 2021. дупла лп плоча и диск)
- (РТВ С 1996, компилација)
- (1997, дупли концертни CD)
- Историја (ПГП РТС, 2000)
- 3. март 2000. Крагујевац, клуб "La Cinema" (2000)

### Незванично
- 1992
- 1997
- Smak - Early live recordings (2020)